# Escut de Baén
L'Escut de Baén fou l'escut d'armes del municipi desaparegut de Baén, a la comarca del Pallars Sobirà.
Perdé vigència el 1970, en ser agrupats els antics termes de Baén, Gerri de la Sal, Montcortès de Pallars i Peramea en el municipi de nova creació de Baix Pallars, que ha estat aconsellat per l'Institut d'Estudis Catalans que canviï el seu nom pel de la vila cap del municipi, Gerri de la Sal. Aquest nou municipi adoptà el 29 de juliol del 2009, després de 39 anys sense escut normalitzat segons la normativa actualment vigent, l'Escut de Baix Pallars.

## Descripció heràldica
Escut d'or, quatre pals vermells; en cap, d'or, el nom de la localitat BAÉN. L'escut més antic en lloc del nom normalitzat de «Baén» hi duia grafiat «Bahent».